# Giro delle Fiandre 1998
Il Giro delle Fiandre 1998, ottantaduesima edizione della corsa e valida come secondo evento della Coppa del mondo di ciclismo su strada 1998, fu disputato il 5 aprile 1998, per un percorso totale di 277 km. Fu vinto dal belga Johan Museeuw, al traguardo con il tempo di 6h50'02" alla media di 40,533 km/h.
Partenza a Bruges con 193 corridori di cui 74 portarono a termine il percorso.

## Squadre partecipanti
| N.      | Cod. | Squadra               |
| ------- | ---- | --------------------- |
| 1-8     | RAB  | Rabobank              |
| 11-18   | FES  | Festina-Lotus         |
| 21-28   | MAP  | Mapei-Bricobi         |
| 31-38   | ONC  | ONCE-Deutsche Bank    |
| 41-48   | TEL  | Team Deutsche Telekom |
| 51-58   | SAE  | Saeco-Cannondale      |
| 61-68   | TVM  | TVM-Farm Frites       |
| 71-78   | FDJ  | Française des Jeux    |
| 81-88   | BAN  | Banesto               |
| 91-98   | GAN  | Gan                   |
| 101-108 | MER  | Mercatone Uno-Bianchi |
| 111-118 | CSO  | Casino-Ag2r           |
| 121-128 | KEL  | Kelme-Costa Blanca    |

| N.      | Cod. | Squadra                        |
| ------- | ---- | ------------------------------ |
| 131-138 | RIS  | Riso Scotti-MG Maglificio      |
| 141-148 | LOT  | Lotto-Mobistar                 |
| 151-158 | USP  | US Postal Service              |
| 161-168 | PLT  | Team Polti                     |
| 171-178 | COF  | Cofidis                        |
| 181-188 | ASI  | Asics-CGA                      |
| 191-198 | VIT  | Vitalicio Seguros              |
| 201-208 | CTA  | Cantina Tollo-Alexia Alluminio |
| 211-218 | BAL  | Ballan                         |
| 221-228 | JAC  | Team Home-Jack & Jones         |
| 231-238 | PAL  | Palmans-Ideal                  |
| 241-248 | VLA  | Vlaanderen 2002-Eddy Merckx    |

## Ordine d'arrivo (Top 10)
| Pos. | Corridore          | Squadra     | Tempo    |
| ---- | ------------------ | ----------- | -------- |
| 1    | Johan Museeuw      | Mapei       | 6h50'02" |
| 2    | Stefano Zanini     | Mapei       | a 43"    |
| 3    | Andrei Tchmil      | Lotto       | s.t.     |
| 4    | Emmanuel Magnien   | F. des Jeux | s.t.     |
| 5    | Peter Van Petegem  | TVM         | s.t.     |
| 6    | Michele Bartoli    | Asics-CGA   | s.t.     |
| 7    | Vjačeslav Ekimov   | US Postal   | s.t.     |
| 8    | Franco Ballerini   | Mapei       | s.t.     |
| 9    | Gianluca Bortolami | Festina     | a 50"    |
| 10   | Wilfried Peeters   | Mapei       | a 58"    |